# Pozdnjakovocultuur
De Pozdnjakovocultuur (Russisch: Поздняковская культура) is een archeologische cultuur uit de bronstijd, van het midden van het 2e tot het begin van het eerste millennium voor Christus verspreid in de stroomgebieden van de rivieren Oka en Kljazma, en ten zuiden van de boven- tot midden-Wolga.

## Onderzoek
De eerste nederzettingen werden in 1881 ontdekt door A.S. Oevarov bij het dorp Pozdnjakovo nabij Moerom in de oblast Vladimir. B.S. Zjoekov en B.A. Koeftin identificeerden het in 1927 als een onafhankelijke cultuur, maar bijvoorbeeld M.E. Foss en andere archeologen maakten bezwaar tegen de term "Pozdnjakovocultuur", en beschouwden het als een variant van de sroebnacultuur.
Op het grondgebied van de oblast Rjazan werd de Pozdnjakovocultuur onderzocht door de archeoloog V.P. Tsjeljapov.

## Ontstaan
De cultuur werd gevormd na het binnendringen van stammen van de sroebnacultuur die afkomstig waren uit de bossteppen van de Boven-Don-regio (of zelfs meer zuidelijke culturen), die de lokale bevolking assimileerden.

## Cultuur
De cultuur wordt vertegenwoordigd door kleine nederzettingen waar een clan in woonde die gelegen waren op rivierterrassen, eerst met groepen grafheuvels, en later grafvelden. De huizen varieerden in grootte van 9x6 tot 18x12 m, en hadden rieten wanden, een zadeldak en meerdere haarden die iets in de grond waren verdiept.  De begravingen waren in gehurkte positie en in de buurt van de graven werden sporen van rituele vuren gevonden.
De werktuigen waren meestal van vuursteen. Rijke graven bevatten bronzen messen, dolken en sieraden. Het vaatwerk was versierd en met een  platte bodem. Putjes en touwafdrukken zijn typerend voor de decoratie. De belangrijkste bezigheden waren veeteelt, landbouw en bronsbewerken, daarnaast jacht en visserij. De Pozdnjakovieten hadden geen eigen koperafzettingen, en het metaal werd in blokken aangevoerd vanuit de zuidelijke Oeral. Bekend zijn de unieke bronzen bijlen, messen, sikkels, dolken, speerpunten, temporaalringen, plaquettes, armbanden en ringen.
De cultuur beïnvloedde de vorming van latere lokale culturen, in het bijzonder de Gorodetscultuur, hoewel het vanwege de chronologische afstand onmogelijk is om deze laatste rechtstreeks af te leiden uit de Pozdnjakovocultuur.